# Польская фракция (Рейхстаг)
Польская фракция (нем. Polnische Fraktion; пол. Koło Polskie w Reichstagu) Рейхстага представляла польское меньшинство Германской империи в имперском парламенте с 1871 по 1918 год. Её предшественником было объединение польских политиков, существовавшее в Прусском Ландтаге с 1849 года. В 1850-х годов она стала называться Польской фракцией.

## Состав
С 1849 года в прусском ландтаге существовал Польский клуб. С 1856 года он преобразован во фракцию. С 1871 года Польская фракция в Рейхстаге претендовала на то чтобы представлять интересы примерно трёх миллионов граждан Германии, чьим родным языком был польским. Парламентские группы в Рейхстаге и прусском Ландтаге тесно сотрудничали и в основном придерживались одной линии. Внутри парламентских групп применялся принцип единогласия.
Большинство избирателей-поляков проживало в прусских провинциях Позен, Западная Пруссия и Верхняя Силезия. Количество членов фракции варьировалось от 13 в 1887 году до 20 в 1903 году.
Когда была основана Германская империя, польские парламентарии отвергли интеграцию бывших польских территорий в состав Рейха. Также фракция выступала против антипольской политики и попыток германизации и секуляризации.
Постепенно состав фракции менялся. Вначале в ней господствовали аристократы-землевладельцы и католическое духовенство, но после 1900 года на первый план все чаще выдвигались буржуазные политики польско-националистической и демократической ориентацией.
С 1889 по 1918 год председателем парламентской группы был князь Фердинанд фон Радзивилл.

## Отношение к другим политическим группам
Польская фракция с самого начала была тесно связана с католической Партией Центра. Однако время от времени имело место сотрудничество с левыми либералами, особенно в 1887—1890 годах против союза национал-либералов и консерваторов. Начиная с 1890-х годов в Верхней Силезии между польскими политиками и Партией Центра шла конкурентная борьба за избирателей. С тех пор депутаты от Верхней Силезии всё чаще присоединялись к польской фракции, особенно с 1903 года, а не к парламентской группе Партии Центра. Войцех Корфанты, депутат Рейхстага (1903—1912) и прусского Ландтага (1903—1918), первоначально член Партии Центра, был первым депутатом, который избрался в германский рейхстаг от Польской национально-демократической партии (Польская партия) в округе Катовице-Забже в 1903 году.
С другой стороны, на рубеже веков в районах со смешанным, польско-немецким, населением начал формироваться «немецкий лагерь», в который вошли левые либералы, которым удалось завоёвывать мандаты через предвыборные соглашения с национал-либералами и консерваторами.

## Политическое развитие
В первые годы Польская фракция в целом была верна монархии, но ситуация стала меняться с усилением политики германизации при Отто фон Бисмарке, особенно после 1885—1886 годов. Политика германизации, например, в языковом вопросе, создание комиссий по переселению и изгнание поляков с их исторических территорий способствовали укреплению польского национального самосознания и радикализации польского меньшинства и представлявших его политиков. Во времена рейхсканцлера Лео фон Каприви, проводившего умеренный курс в польском вопросе, позиции польских политиков несколько смягчилась. Юзеф Косцельский даже пытался превратить польские фракции Рейхстаге и Ландтаге в сторонников правительств, но с 1896 года вновь усилилась антипольская политика.

## Результаты выборов
| Выборы | Голоса  | Голоса | Голоса | Места | Места |
| Выборы | #       | %      | +/−    | Места | +/−   |
| ------ | ------- | ------ | ------ | ----- | ----- |
| 1871   | 176 342 | 4,5    |        | 13    |       |
| 1874   | 208 797 | 4,0    | ▼0,5   | 15    | ▲5    |
| 1877   | 216 157 | 4,0    | ▬      | 14    | ▼1    |
| 1878   | 216 148 | 3,8    | ▼0,2   | 14    | ▬     |
| 1881   | 200 734 | 3,9    | ▲0,1   | 18    | ▲4    |
| 1884   | 209 825 | 3,7    | ▼0,2   | 14    | ▼4    |
| 1887   | 227 835 | 3,0    | ▼0,7   | 13    | ▼1    |
| 1890   | 246 773 | 3,4    | ▲0,4   | 16    | ▲3    |
| 1893   | 229 579 | 2,9    | ▼0,5   | 19    | ▲3    |
| 1898   | 244 128 | 3,2    | ▲0,3   | 14    | ▼5    |
| 1903   | 347 784 | 3,7    | ▲0,5   | 16    | ▲2    |
| 1907   | 453 608 | 3,9    | ▲0,2   | 20    | ▲4    |
| 1912   | 441 744 | 3,7    | ▼0,2   | 18    | ▼2    |